# Octopus vulgaris
El pulpo común o pulpo de roca (Octopus vulgaris) es una especie de molusco cefalópodo octópodo de la familia Octopodidae. Vive en el mar Mediterráneo, así como en el Atlántico oriental.

## Descripción
El pulpo común tiene una envergadura de un metro. El manto puede crecer hasta 25 centímetros. En general es de un tono marrón, pero puede cambiar su color de la piel e incluso la textura para mimetizarse con el entorno. Consta de una gran cabeza, de forma ovalada, donde se encuentran varios aparatos del organismo y de 8 brazos o tentáculos, con dos hileras de ventosas cada uno, que pueden regenerarse si son amputados. Bajo los tentáculos se encuentra la boca, en forma de pico. Los ojos, muy desarrollados, se encuentran cerca de los brazos. El sifón, situado en la parte trasera del cuerpo, tiene forma de W.

## Biología y comportamiento

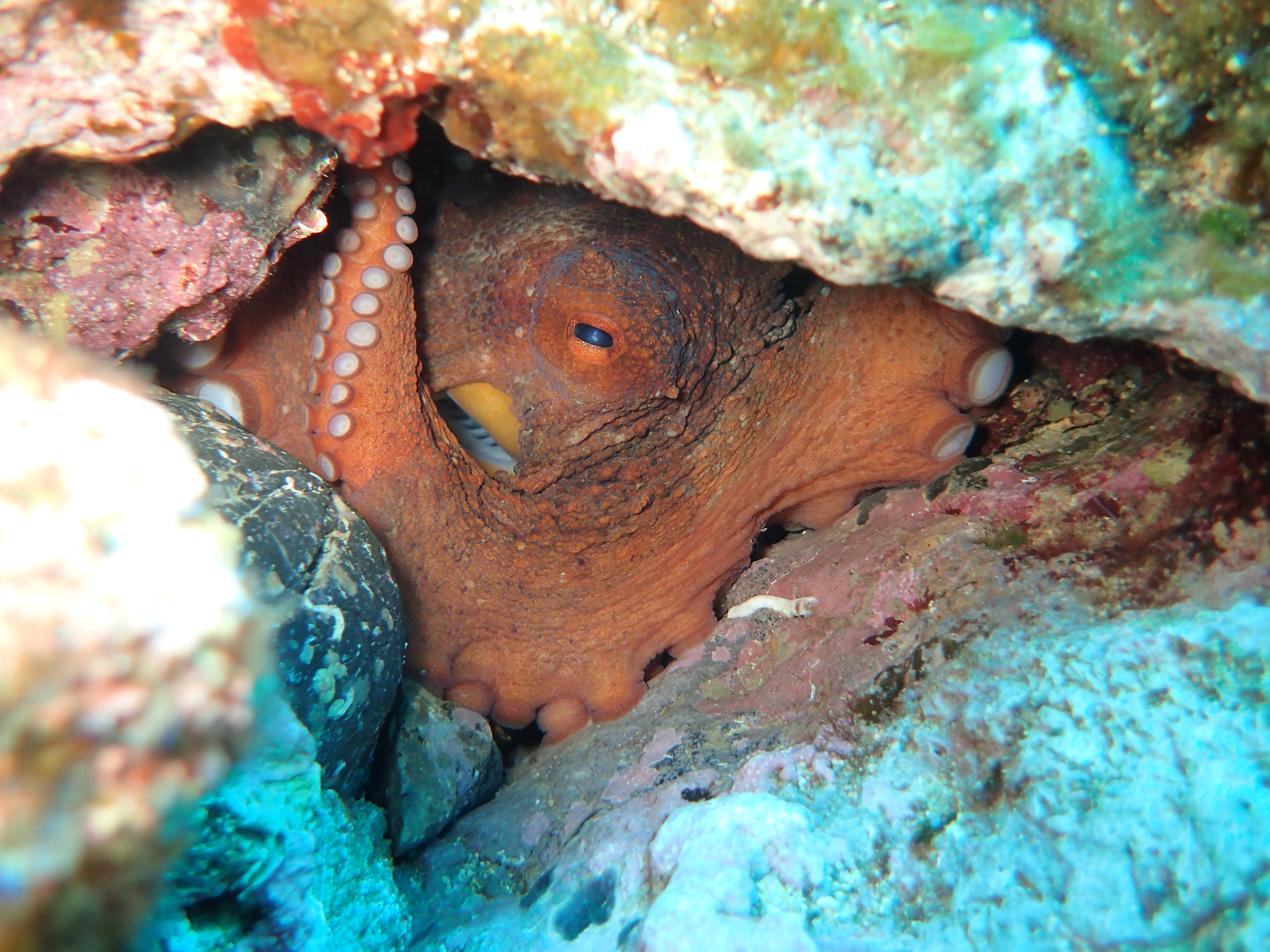
Pulpo común (Octopus vulgaris) escondido en una grieta en el Mar Mediterráneo cerca de Plakias, Creta, Grecia.

Se encuentra desde aguas superficiales hasta los 100 metros de profundidad. De actividad principalmente nocturna, es un animal carnívoro, que se alimenta de crustáceos pequeños, bivalvos y peces. Durante el día, sin embargo, permanece oculto en grietas o cavernas. Para desplazarse suele arrastrarse por el fondo ayudándose con sus 8 brazos, aunque también puede nadar, utilizando la propulsión a chorro. Para defenderse expulsan una secreción, a base de tinta, para confundir a su agresor. Su longevidad se estima entre 12 y 18 meses.
En el apareamiento, el macho introduce el esperma en una cavidad del manto de la hembra. Esta pone entre 100 000 y 500 000 huevos, dispuestos en forma de racimos blanquecinos, en lugares protegidos. La hembra cuida de la puesta, batiendo el agua circundante para oxigenarla. Durante este tiempo la hembra no se alimenta, y la mayoría de las veces muere tras la eclosión de los huevos. Al nacer, las crías de pulpo adquieren un modo de vida planctónico que se prolonga hasta casi dos meses, cuando toman el hábito de vivir en el fondo.

## En la gastronomía
El pulpo común se pesca en varias zonas del mundo y se cocina de formas muy diferentes. En la costa del Perú se consume el cebiche de pulpo. En el noroeste de España y en Argentina se prepara el pulpo a la gallega, un plato originalmente consumido en fiestas. Tras su cocción, es servido espolvoreado con pimentón. Se corta en rodajas de 1 cm de grosor, y se le añade aceite de oliva y sal gorda.

## En la cultura
El documental Lo que el pulpo me enseñó, sobre la amistad entre un pulpo común salvaje y un cineasta buceador, y filmado en su medio natural a lo largo de casi un año, puso de manifiesto la gran inteligencia del pulpo. Cosechó un amplio éxito en el mundo entero y ganó en 2021 el Óscar al Mejor Largometraje Documental.

## Galería de imágenes

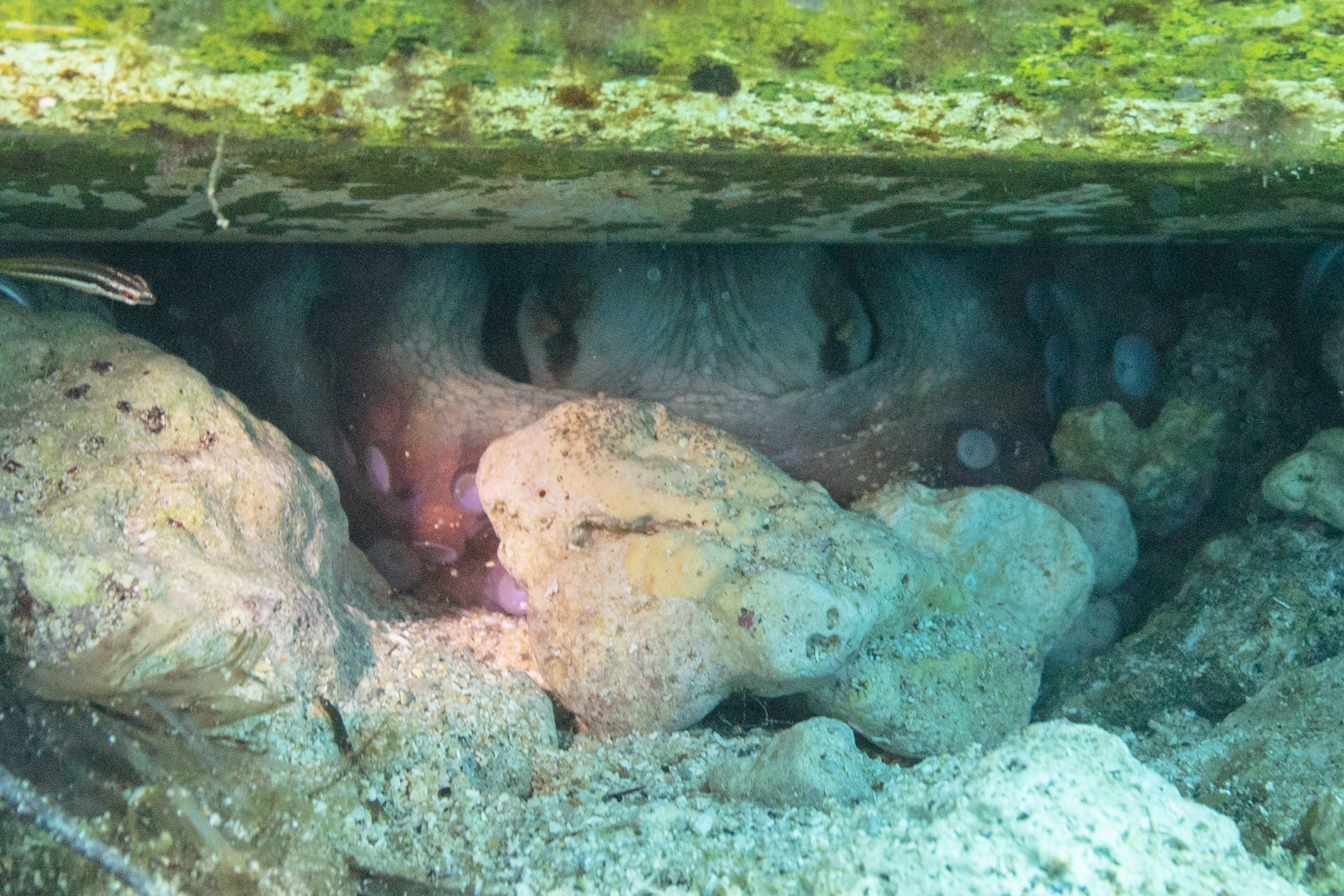
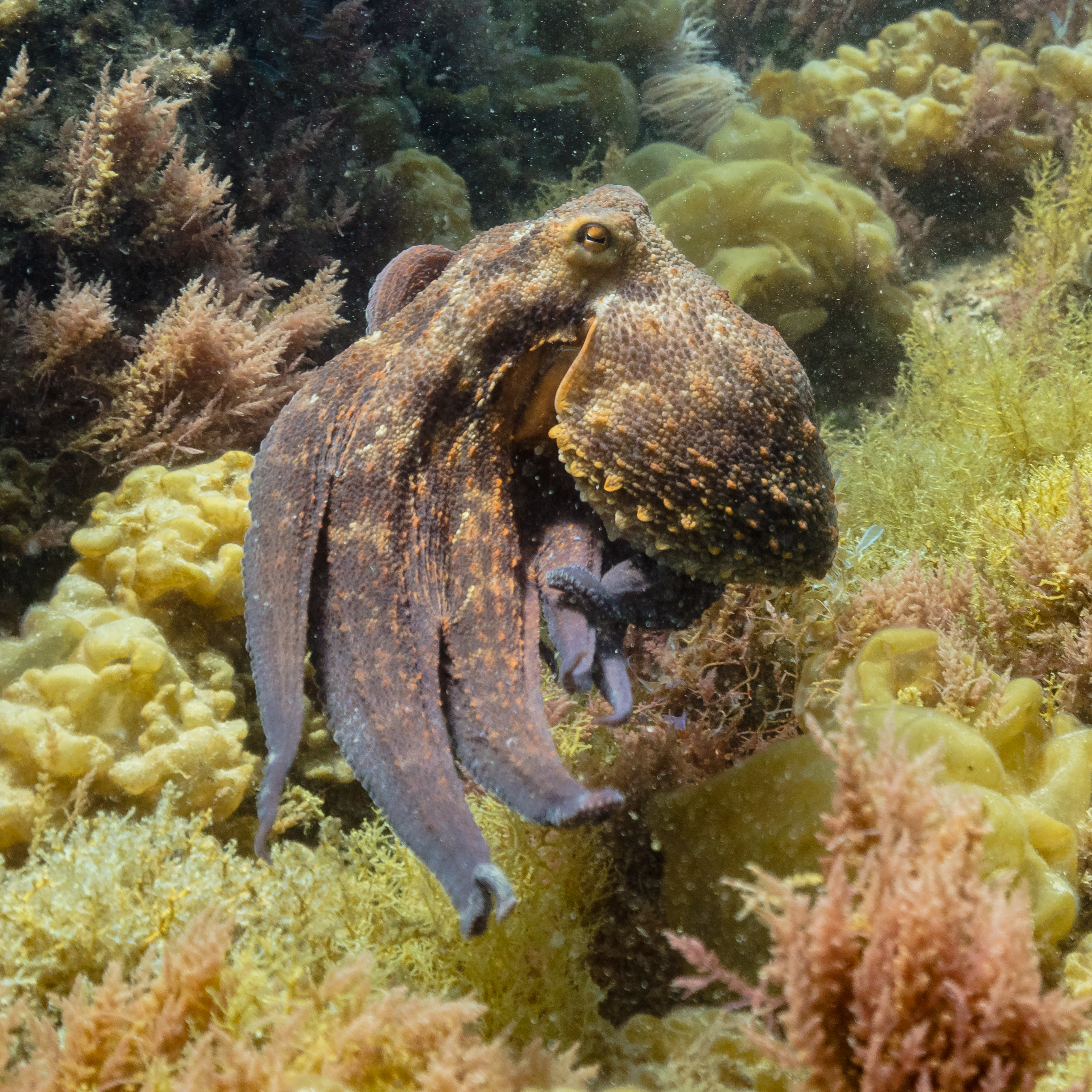
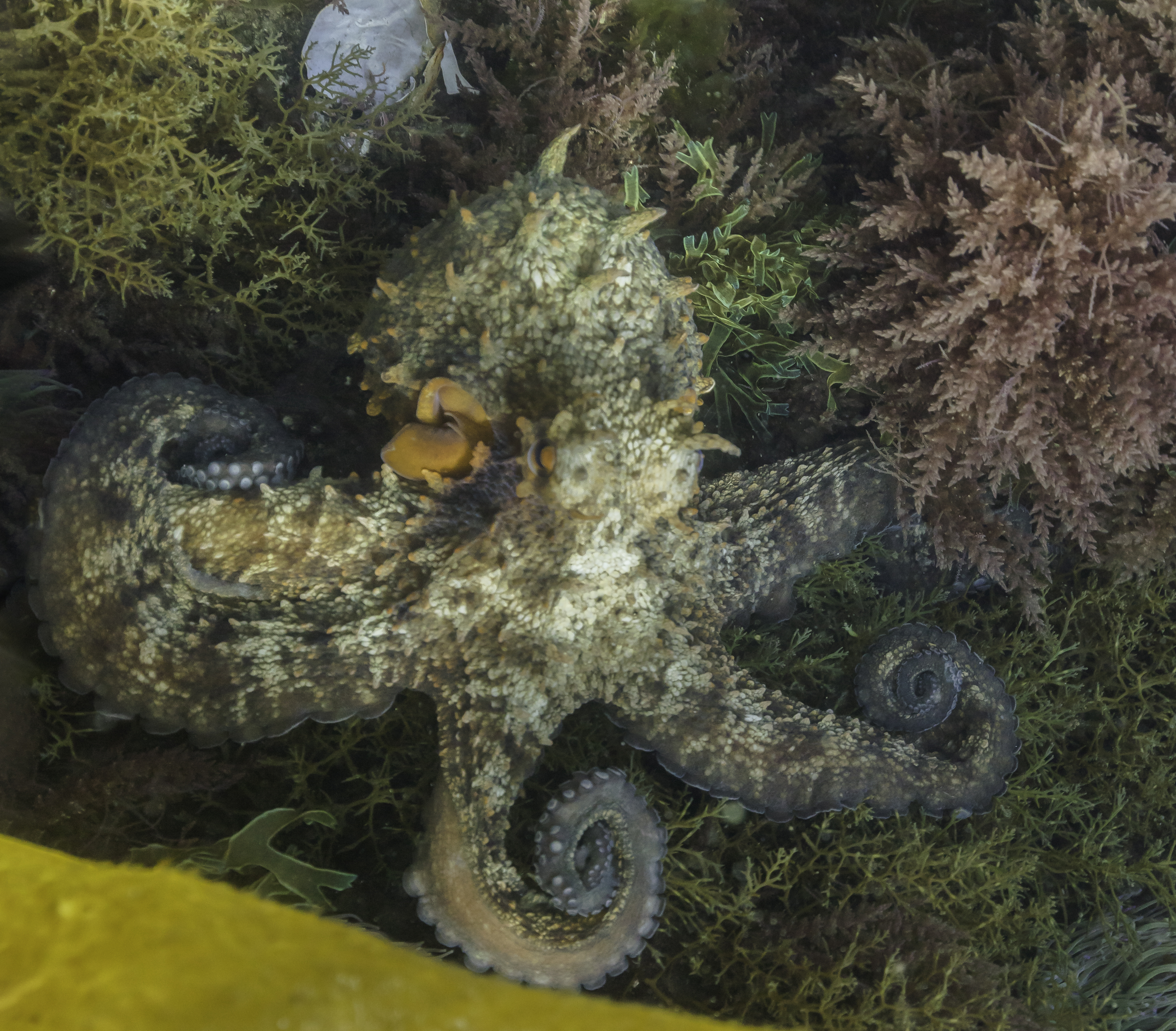
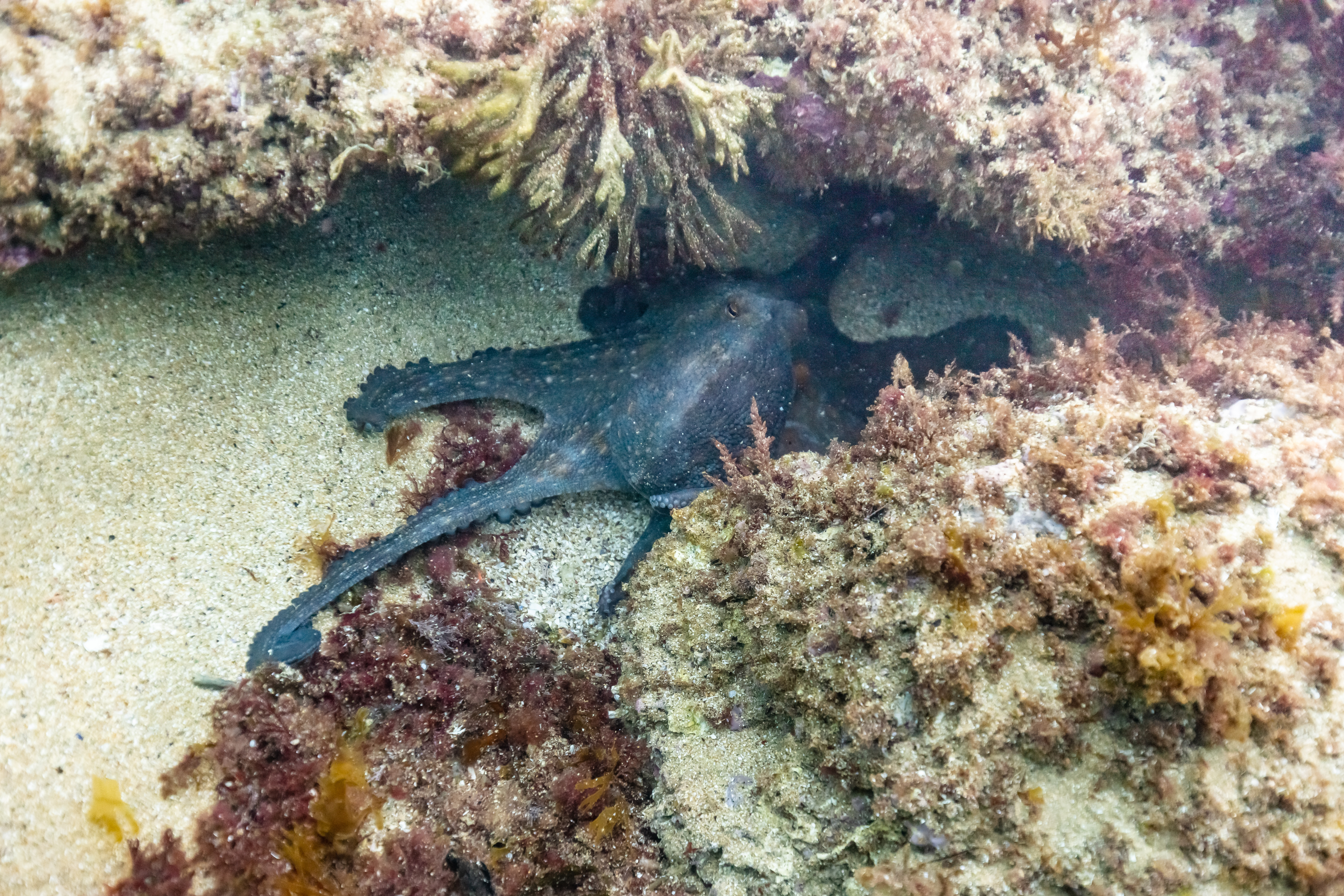
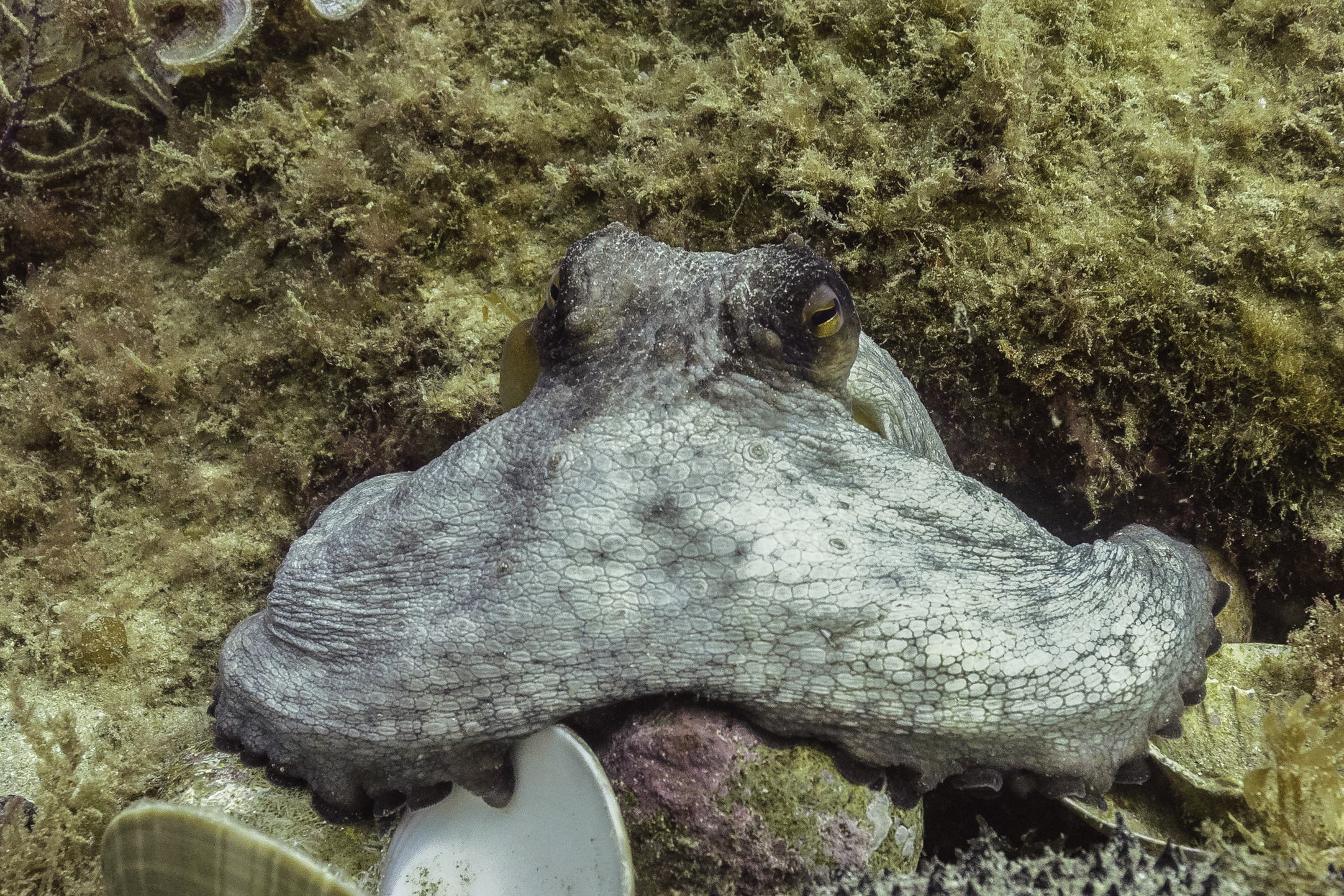
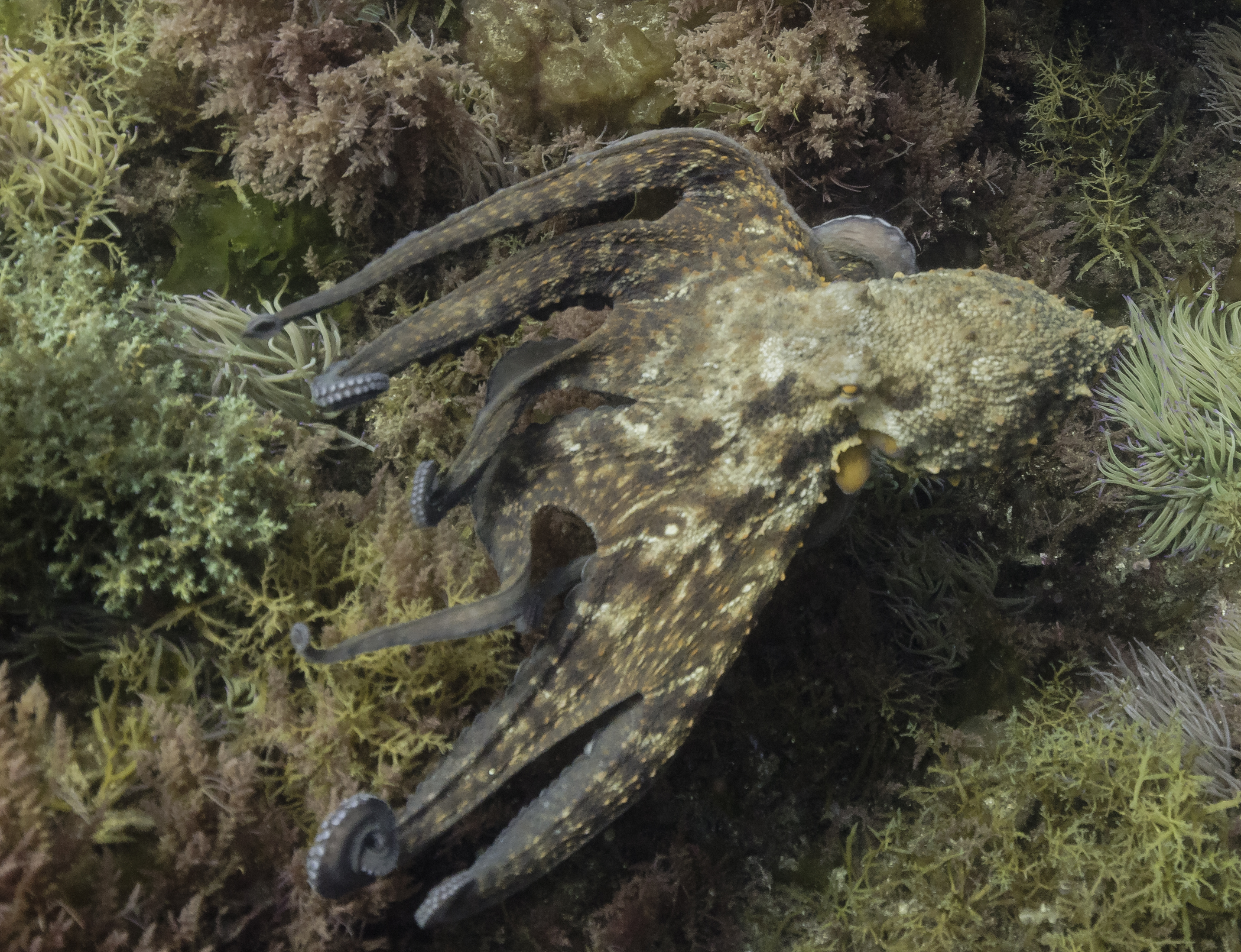
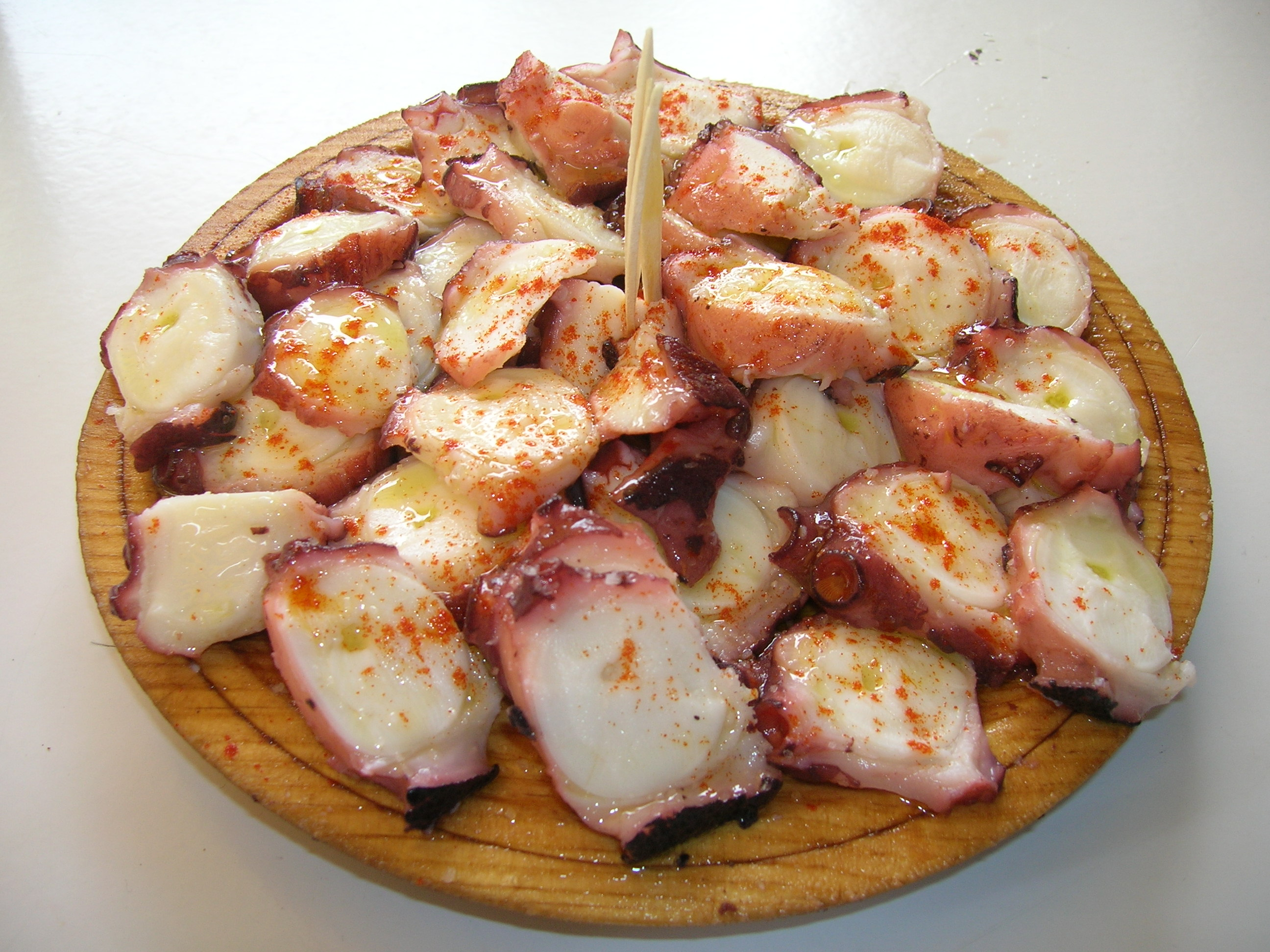
Pulpo a la gallega.